# Извештај о куги
Човек који је живео у сновима je збирка приповедака српског писца Радослава Петковића, објављена 1989. године. За ово дело, Петковић је освојио Андрићеву награду.